# 荒漠迷城
荒漠迷城（英語：Mirage）是第一人称射击游戏《反恐精英》系列中的经典遊戲地图。该地图由Valve于2013年正式发布，基于原版《反恐精英》和《反恐精英：起源》中的社区地图"de_cpl_strike"改编而来，由Michael "BubkeZ" Hüll设计。作为《反恐精英》系列最受欢迎的地图之一，荒漠迷城凭借其平衡的关卡设计和战术发挥空间，成为电子竞技赛事和Major锦标赛的最受欢迎地图之一。同时，Valve也持续对该地图进行优化更新，以提升质量并强化战术平衡性。

## 设计特征
《荒漠迷城》延续了炙热沙城II（Dust II）、死城之谜（Cache）和炼狱小镇（Inferno）等经典地图的传统方形布局 。场景设定在一个中东风情小镇，包含公寓楼、要塞堡垒、商铺和庭院等多样化建筑结构。地图采用与炙热沙城Ⅱ相似的炸弹拆除类设计，设有两个炸弹安置区，通过中路（mid）连接反恐精英与恐怖分子阵营的出生点，形成多路径战术网络。

## 历史沿革
该地图最初以"de_cpl_strike"为名在玩家社区流传，由Michael "BubkeZ" Hüll创作。2013年Valve对其进行重制并更名为de_mirage，2013年6月12日，该地图正式加入游戏中，荒漠迷城迅速跻身竞技模式与匹配对战使用率前三的地图。
新地图的设计吸纳了社区反馈，通过优化贴图材质、光照系统和场景设定，显著提升视觉辨识度，在风格和色调不同于早期版本。截至2023年，荒漠迷城是唯一一张在历届反恐精英：全球攻势的Major锦标赛都出场的地图。
2023年9月，反恐精英2正式上线，荒漠迷城亦顺利上线至新引擎，到2023年12月，荒漠迷城已成为竞技模式和FACEIT平台对战使用率最高的地图。

## 专业评价
红牛电竞频道撰稿人Mike Stubbs指出，该地图因"简洁布局与稳定性"长期受到职业选手青睐。Game Rant评论员PaulAn'drey Pierre-Louis赞誉其"平衡性、独特美学与易上手特性"使之成为战术竞技标杆，并特别提及该地图以频现爆冷的赛事名场面著称。Dot Esports分析认为该地图是学习战略部署的理想平台，要求玩家对轮换机制与地图控制技巧有很好的了解。2017年ESPN电竞分析师Scott Dahkle评论道，相比同期地图列车停放站（Train），荒漠迷城在电竞赛事中的使用率越来越高，归因于投掷物系统革新与三线布局带来的战术延展性，预言其将晋升"最具战略价值地图"。至2022年，Dot Esports记者Leonardo Biazzi指出该地图因自2020年后缺乏更新导致战术僵化，尽管该地图已见证18届Major冠军诞生，但部分职业选手呼吁将其移出比赛图池。不过他表示，由于该地图为优化程度最高、使用率最高的经典地图，相关调整仍充满不确定性。